# Ḩājjī Yūsef-e ‘Olyā
Ḩājjī Yūsef-e ‘Olyā (persiska: حاج يوسِفِ عُليا, حاجی يوسف عليا, Ḩāj Yūsef-e ‘Olyā) är en ort i Iran.   Den ligger i provinsen Östazarbaijan, i den nordvästra delen av landet, 400 km nordväst om huvudstaden Teheran. Ḩājjī Yūsef-e ‘Olyā ligger 1 855 meter över havet och antalet invånare är 213.
Terrängen runt Ḩājjī Yūsef-e ‘Olyā är kuperad. Runt Ḩājjī Yūsef-e ‘Olyā är det ganska glesbefolkat, med 38 invånare per kvadratkilometer. Närmaste större samhälle är Ārmūdāq, 4,1 km nordväst om Ḩājjī Yūsef-e ‘Olyā. Trakten runt Ḩājjī Yūsef-e ‘Olyā består i huvudsak av gräsmarker.